# Helft uns siegen

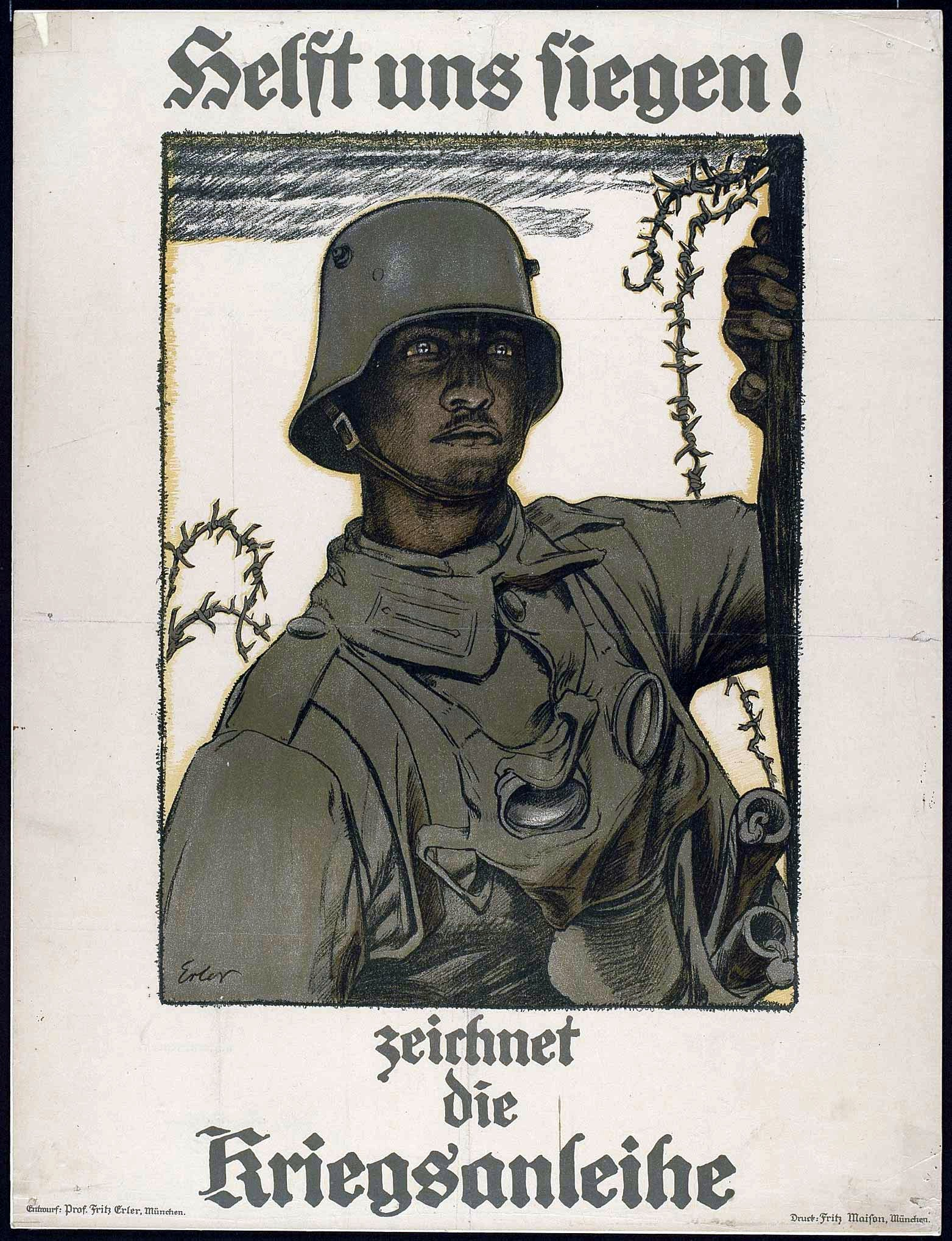
Helft uns siegen, das Weltkriegsplakat von Erler

Helft uns siegen war ein Werbeplakat für die sechste deutsche Kriegsanleihe des Deutschen Reiches im dritten Jahr (Frühjahr 1917) des Ersten Weltkrieges. Geschaffen wurde es von Fritz Erler. Das Plakat gilt als das erste offizielle Säulenplakat der Kriegspropaganda des Deutschen Reiches im Ersten Weltkrieg.

## Beschreibung
Das Bildwerk ist in einem holzschnittartigen expressionistischen Stil gehalten. Es zeigt einen Soldaten mit einem Stahlhelm und einer umhängenden Gasmaske sowie Stielhandgranaten als Sinnbild des modernen industriellen Krieges. Der Soldat lehnt sich an einen Pfosten mit zertrenntem Stacheldraht – sein Blick auf ein fernes Ziel gerichtet. Sein Gesicht ist durch den darüberliegenden Stahlhelm verschattet, so dass die Augen in ihren Höhlen beinahe glühend wirken. Der Gesichtsausdruck wirkt trotzig. Seine Haltung mit der fest zupackenden Hand am Holzpfosten soll unerschütterlich und fest wirken.

## Geschichte
Die deutsche Kriegsführung sollte im dritten Kriegsjahr vor allem durch Kriegsanleihen finanziert werden, die jeweils halbjährlich ausgegeben wurden. Doch die insgesamt neun Kriegsanleihen deckten nur etwa die Hälfte der Kriegskosten. Die Oberste Heeresleitung plante in jenem Kriegsjahr die Überwindung des Zweifrontenkrieges. Auch war der Durchhaltewillen der Bevölkerung durch den Steckrübenwinter geschwächt. Deshalb wurde bei der Ausgabe der sechsten Kriegsanleihe erstmals ein Plakat zu Hilfe genommen. Bislang war bei jeder Ausgabe einer Kriegsanleihe eine Vielzahl von Plakaten – meist von den ausgebenden Banken und Instituten – benutzt worden; nun sollte ein offiziell vom Deutschen Reich ausgegebenes Motiv verwandt werden. Aus diesem Grund wurde ein Plakatwettbewerb veranstaltet, an dem insgesamt 12 Künstler teilnahmen. Da aber ihre Entwürfe nicht auf die Zustimmung der Jury stießen, wählte diese das Gemälde des Münchner Künstlers Fritz Erler als Motiv für das Plakat aus. Die Kunsthistorikerin Elisabeth von Hagenow hält es von allen Bildplakaten für das Eindrucksvollste, das auch aus heutiger Sicht unübertroffen sei. Diesem folgte das Plakat Und ihr? im Herbst 1917. Das Motiv wurde so bekannt, dass es, in leicht abgewandelter Form, für die erste englische Buchausgabe Im Westen nichts Neues wieder Verwendung fand.